# Сузозавр
Сузозавр або Сужоузавр (Suzhousaurus megatherioides) — вид ящеротазових динозаврів, що належить до целурозаврів групи теризинозаври (Therizinosauria). Рештки незвичайного і досить великого динозавра виявили на території сучасного Китаю у 2007 році. Володів одночасно масивними верхніми кінцівками, довгою шиєю і при цьому його череп був схожий на череп птахів. Ці динозаври були досить великими порівняно зі своїми родичами — покритими пір'ям теризинозаврами. Завдовжки від голови до хвоста сягали 6,5 метрів.
За словами китайських фахівців, за життя він був м'ясоїдною твариною, пересувався на двох потужних ногах. Suzhousaurus megatherioides був виявлений у китайській провінції Ганьсу. Фахівці припускають, що він мешкав під час раннього крейдяного періоду 115 млн років тому.

## Опис
Грегорі С. Пол у 2010 році оцінив висоту динозавра в 6 метрів, вагу — у 1,3 тону. Являв собою теплокровного двоногого динозавра з широким тулубом і коротким хвостом, покритий примітивними пір'ям, задні кінцівки є досить невеликими. Цілком імовірно, що даний вид володів довгою шиєю з невеликим довгастим черепом, як у решти представників групи Therizinosauroidea. Передні кінцівки були досить великі (завдовжки близько 1 метра), що закінчуються кігтями.